# Olimpíada Brasileira de Saúde e Meio Ambiente
A Olimpíada Brasileira de Saúde e Meio Ambiente (Obsma) é um projeto educativo bienal promovido pela Vice-Presidência de Educação, Informação e Comunicação da Fundação Oswaldo Cruz (Fiocruz) para estimular o desenvolvimento de atividades interdisciplinares nas escolas públicas e privadas de todo o país. Dentre os principais objetivos da Obsma, destacam-se o reconhecimento do trabalho desenvolvido por professores e alunos nas escolas e a cooperação com a divulgação de ações governamentais criadas em prol da educação, da saúde e do meio ambiente.
O projeto conta com apoio do Conselho Nacional de Desenvolvimento Científico e Tecnológico (CNPq), agência do Ministério da Ciência, Tecnologia, Inovações e Comunicações (MCTIC).

## Público-alvo
Estudantes e professores de todas as disciplinas no âmbito da Educação Básica — Ensino Fundamental II e Ensino Médio, incluindo educação profissionalizante e Educação de Jovens e Adultos (EJA). 

## Coordenações
A Coordenação Nacional da Olimpíada tem sua sede na Fundação Oswaldo Cruz, campus Manguinhos, no Rio de Janeiro.
As equipes regionais distribuem-se em seis Coordenações Regionais em unidades da Fundação no Brasil, atendendo com maior proximidade aos participantes nos seguintes estados:
- Regional Centro-Oeste — Estados: DF, GO, MS, MT, TO — Sede: Gerência Regional de Brasília (Gereb) - Fiocruz Brasília
- Regional Minas/Sul — Estados: MG, PR, RS, SC  — Sede: Instituto René Rachou (IRR) -  Fiocruz Minas
- Regional Nordeste I — Estados: CE, MA, PB, PE, PI, RN — Sede: Instituto Aggeu Magalhães (IAM) - Fiocruz Pernambuco
- Regional Nordeste II — Estados: AL, BA, SE — Sede: Instituto Gonçalo Moniz (IGM) - Fiocruz Bahia
- Regional Norte — Estados: AC, AP, AM, PA, RO, RR — Sede: Instituto Leônidas e Maria Deane (ILMD) - Fiocruz Amazônia
- Regional Sudeste — Estados: ES, RJ, SP — Sede: Escola Politécnica de Saúde Joaquim Venâncio (EPSJV) - Fiocruz

## Histórico
1ª edição - 2001/2002
2ª edição - 2003/2004
3ª edição - 2005/2006
4ª edição - 2007/2008
5ª edição - 2009/2010
6ª edição - 2011/2012
7ª edição - 2013/2014
8ª edição - 2015/2016
9ª edição - 2017/2018

#### Unidades da Fiocruz
- - Página da Fiocruz Bahia (IGM)
  - Página da Fiocruz Pernambuco (IAM)
  - Página da Fiocruz Amazônia (ILMD)
  - Página da Fiocruz Minas Gerais (IRR)
  - Página da Fiocruz Brasília
  - Escola Politécnica de Saúde Joaquim Venâncio (EPSJV)

1. ↑  «Regulamento da 9ª Obsma»